# Georg Wissowa
Georg Otto August Wissowa (17 juny 1859 – 11 maig 1931) fou un filòleg alemany nascut a Neudorf, un poble a prop de la ciutat polonesa de Breslau. És conegut pels seus estudis i publicacions, traduïts a diversos idiomes, sobre mitologia romana i el seu treball com a enciclopedista, aportant nous punts de vista als treballs publicats per altres especialistes fins al moment.

## Anys de formació
Georg Wissowa, era net del director de l'escola secundària August Wissowa (1797-1868) i fill de l'assessor de la cort Otto Wissowa (1818-1870). El 1876 fou estudiant d'una escola secundària catòlica, el St. Matthias-Gymnasiums.
Va estudiar Filologia clàssica amb el professor August Reifferscheid a la Universitat de Breslau. Es va graduar el 1880 amb una tesi sobre la Saturnalia de Macrobi. Després va passar un any a la Universitat de Múnic per tal d'ampliar els seus coneixements en arqueologia amb el professor Heinrich Brunn. El 1882 va obtenir el títol de professor a Breslau amb una tesi sobre les representacions romanes de Venus i se'n va anar durant un any amb una beca de viatge atorgada per l'Institut Arqueològic Alemany per a una visita d'investigació a Roma.

## Anys de treball
El 1883 Wissowa va començar a donar classes a Breslau i, en aquest temps, va entrar en contacte amb Theodor Mommsen. El 1886 va ser nomenat professor associat de la Universitat de Marburg, on va ser poc després encarregat en cap dels estudiants de pregrau. El 1890 va ser nomenat professor de ple dret d'aquesta universitat i el 1982 l'Institut Arqueològic Alemany el va designar també membre de ple dret.
El 1896 es va traslladar a la de Halle per ser el substitut de Heinrich Keil, en el departament de Filologia llatina. En aquesta universitat fou dues vegades Degà de la Facultat d'Arts i entre 1908-1909 rector de la universitat. Des del 1907 fou membre de les Acadèmies de Ciències de Múnic i de Göttingen. El 1911 va rebre un doctorat honorari de la Universitat de Breslau.
El 1917 fou triat per l'Acadèmia Bavaresa de Ciències membre del seu departament de Filosofia i Història. Després que va patir un vessament cerebral el 1923, ja només va ser capaç de fer l'acostumada feina científica amb gran dificultat. El 1924 va ser rellevat de les seves tasques docents. Va morir l' 11 de maig 1931, als 71 anys.

## Obra
Es va encarregar de fer una nova edició de la "Realencyclopädie der Classischen Altertumswissenschaft", una enciclopèdia sobre estudis clàssics que s'havia publicat per primera vegada per August Friedrich Pauly (1796–1845) el 1837 i de la qual calia actualitzar el contingut amb els nous descobriments en arqueologia. Aquest ambiciós projecte el va començar el 1890 i va preveure que li caldrien uns deu anys per acabar-lo; de fet, però no va ser fins al 1978 que es va publicar el darrer dels 83 volums dels quals consta. L'obra és coneguda col·loquialment entre els estudiosos com el "Pauly-Wissowa".
També va ser autor d'una destacada obra titulada Religion und Kultus der Römer (1902), un llibre en què explorava la formació i desenvolupament de la religió romana, donant a més una descripció comprensiva dels déus, mites i pràctiques religioses.
Wissowa va publicar una revisió de la història moral de Roma feta per Ludwig Friedländer, titulada Darstellungen aus der Sittengeschichte Roms. Va treballar juntament amb Wilhelm Heinrich Roscher per fer una enciclopèdia sobre les mitologies grega i romana titulada Ausführlichem Lexikon der griechischen und römischen Mythologie. També va participar en l'edició de Joachim Marquardt titulada Römische Staatsverwaltung, en el volum III (1885).
Va ser director de la revista de filologia Hermes entre els anys 1914 i 1922.